# Trygve Bøyesen
Trygve Carlsen Bøyesen (ur. 15 lutego 1886 w Skien, zm. 27 lipca 1963 tamże) – norweski gimnastyk, medalista olimpijski.
Trzykrotny olimpijczyk (IO 1908, IO 1912, IO 1920). Startował wyłącznie w zawodach drużynowych, zdobywając srebrny medal na zawodach w 1908 i 1920 roku (odpowiednio: system szwedzki i system wolny), oraz brązowy medal na zawodach w Sztokholmie (system szwedzki).
Jego mamą była Mikaline Fredrikke Bøyesen (ur. w 1846 w Skien).